# Maō no Musume wa Yasashi Sugiru!!
Maō no Musume wa Yasashi Sugiru!! (魔王の娘は優しすぎる!!?) es una serie de manga japonesa escrita e ilustrada por Yūya Sakamoto. La serie comenzó a serializarse en el servicio Manga Park de Hakusensha en mayo de 2019 y se ha recopilado en cinco volúmenes tankōbon hasta agosto de 2024. Una adaptación televisiva al anime producida por EMT Squared se estrenará en 2026.

## Personajes
Doux (ドゥ Dou?)
 Seiyū: Misaki Kuno
Jahi (ジャヒー Jahī?)
 Seiyū: Ayaka Ōhashi
Ahriman (アーリマン Āriman?)
 Seiyū: Akio Otsuka

## Contenidoi de la obra

### Manga
Maō no Musume wa Yasashi Sugiru!! está escrita e ilustrada por Yūya Sakamoto y comenzó a serializarse en el servicio Manga Park de Hakusensha el 16 de mayo de 2019. Sus capítulos se han compilado en cinco volúmenes tankōbon hasta agosto de 2024.
| Volúmenes de manga publicados | Volúmenes de manga publicados | Volúmenes de manga publicados |
| Número                        | Fecha de lanzamiento          | ISBN                          |
| ----------------------------- | ----------------------------- | ----------------------------- |
| 1                             | 29 de octubre de 2019         | ISBN 978-4-592-16421-0        |
| 2                             | 29 de octubre de 2020         | ISBN 978-4-592-16422-7        |
| 3                             | 29 de octubre de 2021         | ISBN 978-4-592-16423-4        |
| 4                             | 27 de diciembre de 2023       | ISBN 978-4-592-16424-1        |
| 5                             | 29 de agosto de 2024          | ISBN 978-4-592-16425-8        |

### Anime
Se anunció una adaptación a serie de televisión de anime el 20 de junio de 2025. La serie será producida por EMT Squared y dirigida por Masahiko Ōta, con la composición de la serie a cargo de Takashi Aoshima, personajes diseñados por Yūki Nakano y música compuesta por Yasuhiro Misawa. La serie será narrada por Shigeru Chiba. Su estreno está previsto para 2026.